# South Hill (Washington)
South Hill é uma Região censo-designada localizada no estado norte-americano de Washington, no Condado de Pierce.

## Demografia
Segundo o censo norte-americano de 2000, a sua população era de 31.623 habitantes.

## Geografia
De acordo com o United States Census Bureau tem uma área de
46,8 km², dos quais 46,6 km² cobertos por terra e 0,2 km² cobertos por água.

## Localidades na vizinhança
O diagrama seguinte representa as localidades num raio de 12 km ao redor de South Hill.